# راشد العبد الله
راشد عبد العزيز العبد الله لاعب كرة قدم قطري ، ولد في (21 فبراير 2004) يلعب في نادي الدحيل.

## مسيرة اللاعب
بدأ مع نادي الدحيل و أعير إلى نادي ألكوركون الإسباني في عام 2023 لمدة موسم.